# William Henry Murray
Pour les articles homonymes, voir William Murray (homonymie) et Murray.
William Henry Murray (21 novembre 1869 - 15 octobre 1956) était un homme politique américain. Il représenta l'Oklahoma au Congrès américain et en fut le gouverneur. Il appartenait au Parti démocrate.